# Рыжий воробей
Рыжий воробей (лат. Passer cinnamomeus rutilans) — птица семейства воробьиных. Подвид Passer cinnamomeus.

## Внешний вид
Размерами и окраской напоминает полевого воробья. Для вида характерен половой диморфизм. Длина крыла у взрослых особей обычно составляет 70—74 мм. У самца верх головы и спина коричнево-рыжие, щёки белые, горло и полоска от клюва к глазу чёрные. Низ тела серовато-белый. Самка окрашена более скромно: верх тела у неё серовато-бурый, низ светло-серый.

## Распространение
Обитает в Южной и Юго-Восточной Азии — от Сахалина и Южных Курил, до южного Китая и северо-западной Индии. На Сахалине вид обычно не поднимается выше 49 град. с. ш., достигая окрестностей города Красногорска и поселка Гастелло на берегу залива Терпения, ранее гнездился на острове Монерон, более значительна его плотность на Южныx Курильскиx островах (Итуруп, Кунашир, Шикотан), известны залёты на о-ва Ушишир.
В России ареал крайне спорадичен, так как вид довольно придирирчив к биотопам. К примеру, на Сахалине и острове Шикотан рыжий воробей предпочитает только долинные леса, на более освоенном Сахалине отмечается вблизи сельскохозяйственных ландшафтов. На Сахалине, где рыжий воробей довольно редок, даже в долинных лесах его плотность в 1971 году была зарегистрирована на уровне 12 пар на 14—15 км² . На острове Кунашир он встречается лишь на прогретой тёплым течением Соя охотоморской полосе побережье (от села Алёхино до села Терентьево). При этом из здесь ареал не сплошной, так как на отдельных участках северо-западного побережья орнитологи отмечают небольшие скопления гнездящихся пар. На Кунашире предпочитает селиться только по окраинам широколиственных лесов (дубовых, дубово-кленовых, кленово-ильмовых), далеко от рек и берега моря не удаляется, также занимает пойменныe ольховоивовыe насаждения. У села Алёхино, где рыжие воробьи наиболее многочисленны, в 1962 году в широколиственном лесу плотность вида составляла 3—4 гнездящиеся пары, а в отдельных местах достигала 7—8 пар на 1 км маршрута.

## Образ жизни
Гнездится в широколиственных лесах, общества человека избегает, хотя на Сахалине изредка гнездится в населенных пунктах. В горы выше 200 м в. у. моря не поднимается. В местах, где его численность высока (Китай, Япония), образует разреженные колонии. Изредка гнездится в населенных пунктах (1, 2, 4, 5) . Гнезда располагаются в дуплах деревьев на высоте от 2 до 16 м, обычно 5—6 м. Известны случаи гнездования в скворечниках или других искусственных гнездовьях, в кладке 5—6 яиц, сходных по окраске с яйцами полевого воробья. На Южных Курилах отмечена только одна кладка за сезон. Это связано с тем, что рыжий воробей на севере ареала — перелётная птица, причём на зимовку (в Японию) он улетает рано — в первой декаде августа. Незадолго до отлёта молодые особи и их родители как правило объединяются в небольшие стаи по 15—20 особей, подкармливаясь в прибрежных зарослях, иногда в окрестностях небольших населенных пунктов.

## Численность

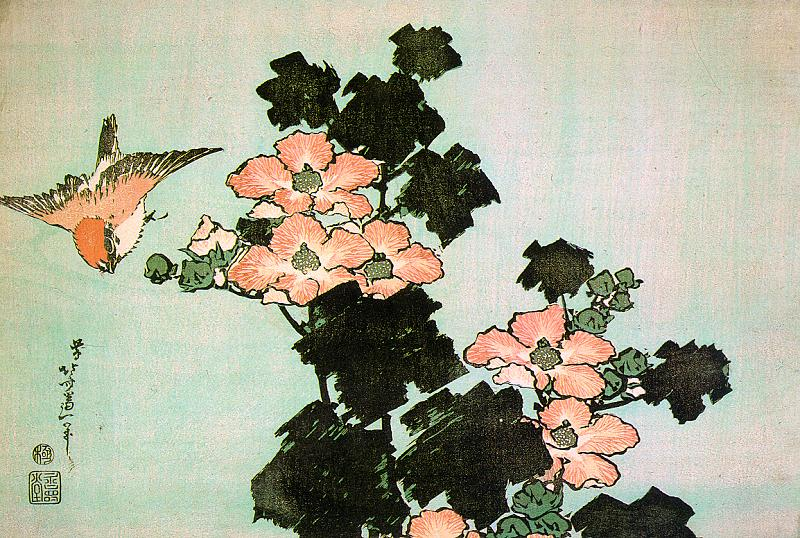
« Суданская роза и рыжий воробей» на полотне художника Хокусай (около 1830)

В южной части ареала — обычный вид. В России очень редок. На Сахалине численность рыжего воробья в последние годы сильно сократилась, на соседнем острове Монерон рыжий воробей исчез совсем. Меньше его стало и в Японии, где птиц долгое время уничтожали как вредителей зерновых культур. Тем не менее, именно в культуре и искусстве дальневосточных стран азиатского региона образ рыжего воробья нашёл своё отражение.